# Parc d'État Makena
Le parc d'État de Mākena est un parc d'Etat de 70 hectares situé à Makana, au sud de Wailea sur l'île de Maui, à Hawaï. Il contient trois plages distinctes et un cône de cendres volcaniques dormant.

## Description
Big Beach, également connue sous le nom de "Oneloa Beach" et "Mākena Beach", est un endroit populaire pour les bains de soleil et le bodyboard par les touristes et les locaux. Le rivage est assez protégé du vent.
Little Beach, également connu comme « Pu'i Beach » est une petite plage juste au nord de Big Beach séparée par une forte lave affleurant (la pointe de Pu'i). La plage fait seulement 200 mètres de long et peut sembler encombrée aux heures de pointe. Little Beach est l'une des rares plages hawaïennes où la police locale tolère le naturisme, bien que la prolifération des caméras vidéo et des téléphones portables ait considérablement réduit le nombre de personnes qui le pratiquent (Un autre est Red Sand Beach près de Hāna).
La plage ʻ uli ou Naupaka Beach est une plage de sable noir à l'extrémité nord du parc, la plus proche de Makena.
Pu ʻ ʻ i est un cône de cendre volcanique dormant dans le centre du parc d'une hauteur de 110 mètres.
Il est situé sur la route Mākena à 20° 37′ 52″ N, 156° 26′ 46″ O

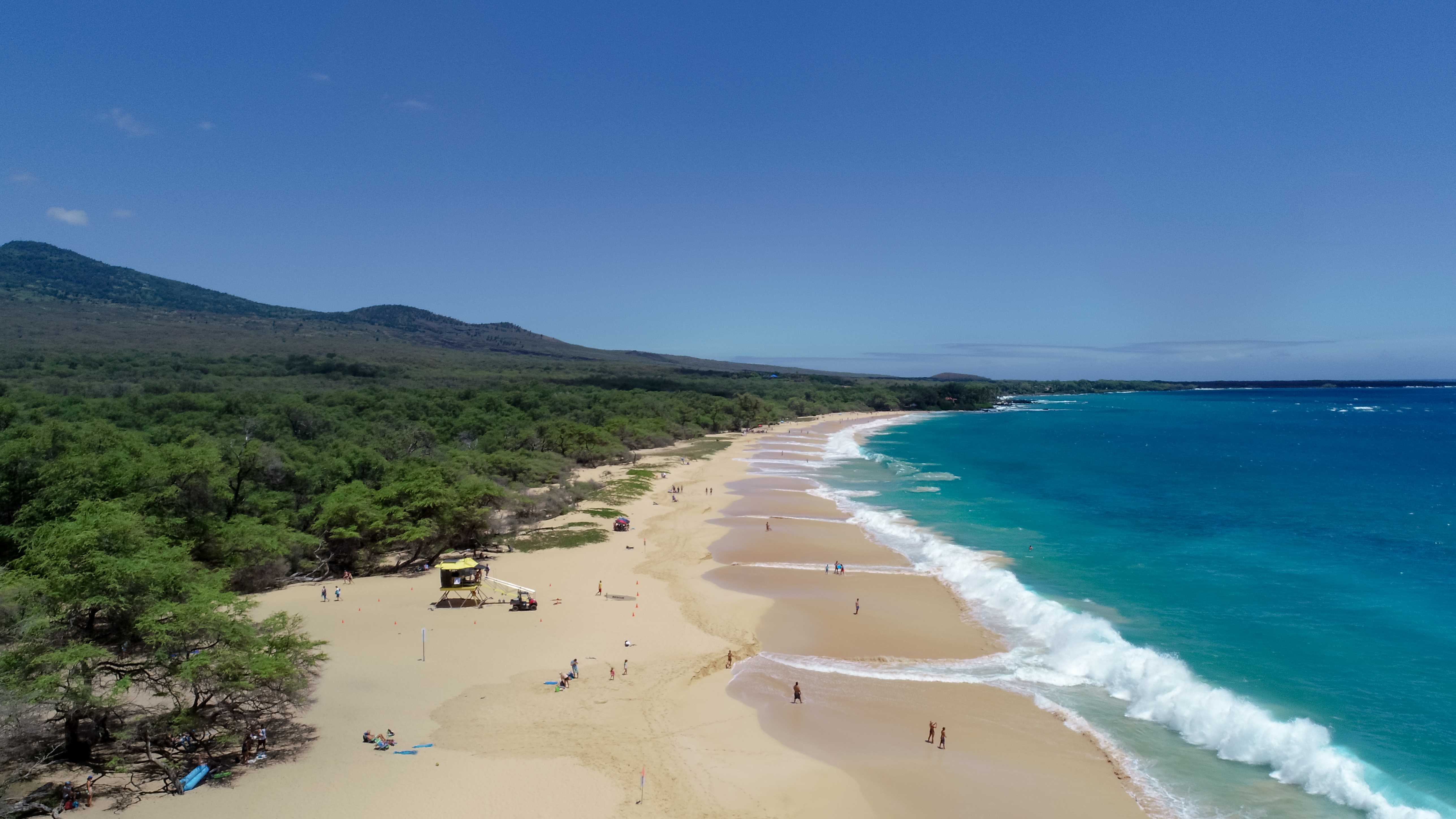
«Big Beach» du parc d'État de Mākena
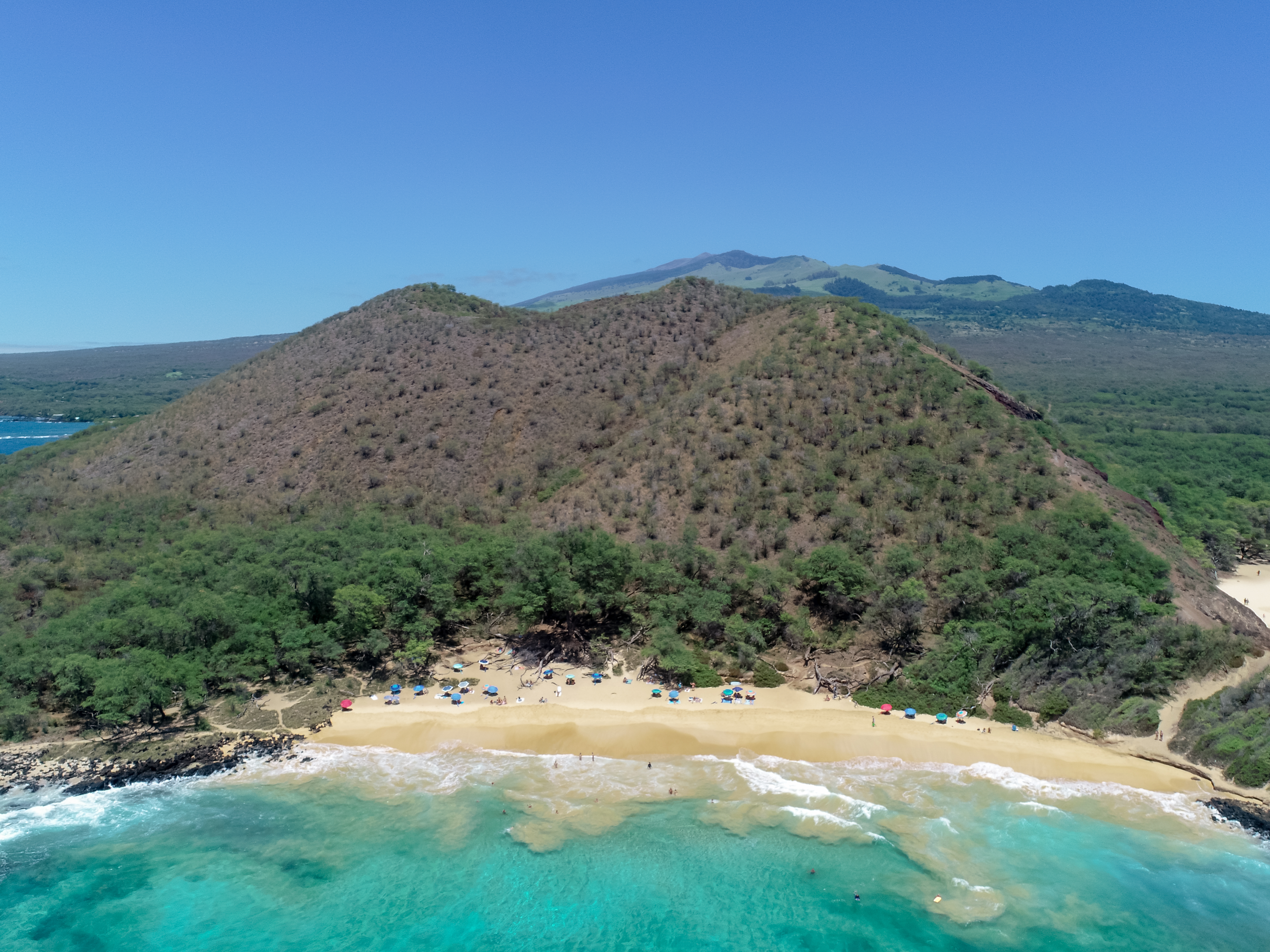
La "petite plage" de Makena State Park
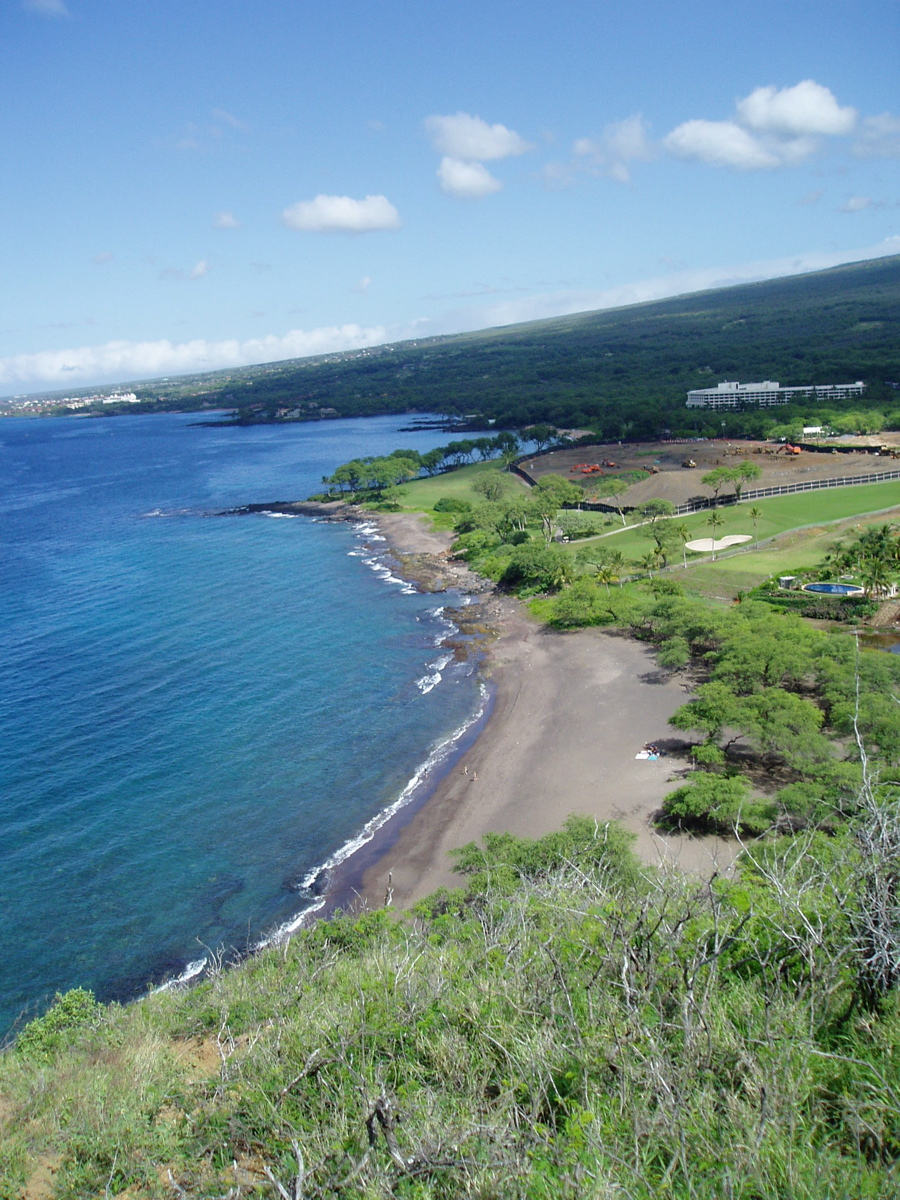
La Plage de Pu'u ʻ